# Geulumpang (Meurah Mulia)
Geulumpang is een bestuurslaag in het regentschap Aceh Utara van de provincie Atjeh, Indonesië. Geulumpang telt 318 inwoners (volkstelling 2010).